# Zbigniew Pietrzykowski

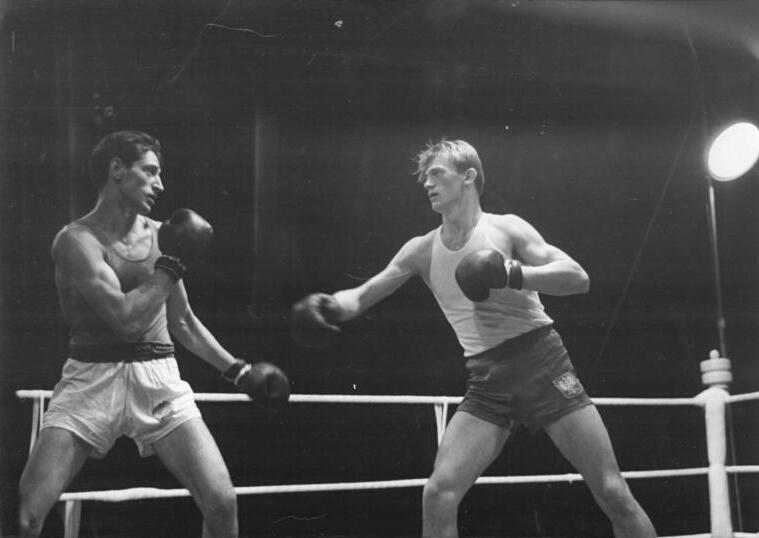
Zbigniew Pietrzykowski (z prawej) i reprezentant Węgier István Ráduly podczas walki (1954)

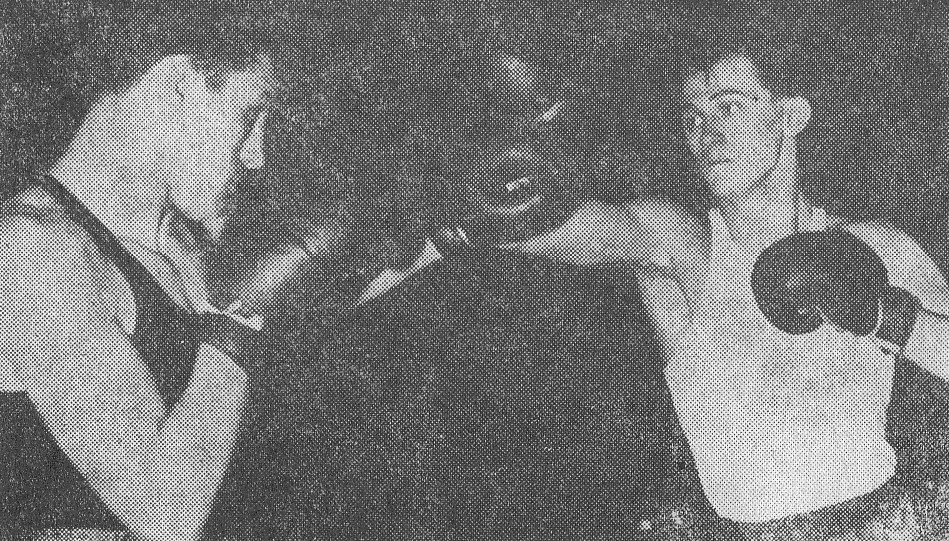
Zbigniew Pietrzykowski (z prawej) podczas walki z Tadeuszem Walaskiem w finale wagi lekkośredniej podczas mistrzostw Polski we Wrocławiu w 1956

Zbigniew Jan Pietrzykowski (ur. 4 października 1934 w Bestwince, zm. 19 maja 2014 w Bielsku-Białej) – polski pięściarz, czterokrotny mistrz Europy, trzykrotny medalista olimpijski, trener, poseł na Sejm II kadencji.

## Życiorys
Urodził się 4 października 1934 w Bestwince. Był synem Eugeniusza i Jadwigi. Miał dwóch starszych braci: Wiktora i Ryszarda. W 1939 po raz pierwszy ojciec zabrał go na mecz bokserski. Boks zaczął uprawiać na początku lat 50. w Bielsku. Jego starszy brat Wiktor uczęszczał w tym czasie na treningi bokserskie organizowane przez Bielsko-Bialskie Towarzystwo Sportowe (BBTS), odrzucał jednocześnie możliwość wspólnego trenowania boksu przez obu braci. Zbigniew Pietrzykowski zapisał się więc w tajemnicy do nowo powstałej sekcji bokserskiej Bialskiego Klubu Sportowego. Tu w ciągu roku doszedł od wagi papierowej do lekkopółśredniej. Zadebiutował na propagandowych zawodach z okazji Święta Morza. Pozytywna opinia sekundanta sprawiła, że jego brat Wiktor zgodził się na jego przejście do BTTS. Pierwszą walkę ligową Zbigniew Pietrzykowski stoczył przeciwko Zbigniewowi Oligierowi ze Stali Zabrze, wygrywając na punkty. Podobnie pokonał zawodnika ze Stali Sosnowiec. W kolejnej walce z Władysławem Spałkiem zaliczył dwa nokdauny; ostatecznie również tę walkę wygrał na punkty. Jedynej porażki przez nokaut w oficjalnej walce doznał na samym początku kariery; pokonał go wówczas bokser Spójni Rybnik. W 1952 wygrał mistrzostwa Śląska juniorów w kategorii półśredniej. Następnie został zabrany na obóz kadry w Mrągowie. Przygotowywał się do mistrzostw Polski juniorów, jednak nie wystąpił w nich z powodu zbyt dużej liczby już odbytych walk. 2 listopada 1952 zadebiutował w drugiej lidze w przegranym pojedynku z Leszkiem Leissem. Wkrótce wygrał walkę rewanżową, później zdobył tytuł mistrza Śląska seniorów. Wystartował następnie na mistrzostwach Polski seniorów. Doszedł do półfinału, przegrywając na punkty z Leszkiem Leissem i zdobywając brązowy medal. Został powołany do kadry na mistrzostwa Europy w Warszawie w 1953. W pierwszej walce pokonał Ivicę Pavlicia przez poddanie. W kolejnym starciu wygrał na punkty z Rumunem Neacșu Șerbu. W walce o finał na punkty pokonał go Brytyjczyk Bruce Wells. Na kolejnym turnieju na festiwalu młodzieży i studentów w Bukareszcie przegrał w półfinale. Został wówczas uznany najlepszym zawodnikiem turnieju. W lipcu 1954 po raz pierwszy zdobył tytuł mistrza polski seniorów. W finałowej walce miał walczyć z zawodnikiem Legii Warszawa Zdzisławem Nagajskim, lecz jego przeciwnik oddał pojedynek walkowerem.
W 1955 wziął udział w mistrzostwach Europy w Berlinie Zachodnim. W pierwszej walce pokonał mistrza RFN Hansa Rienhardta; w pierwszej rundzie doprowadził do nokdaunu, w kolejnej wygrał przez nokaut. W ćwierćfinale miał spotkać się z Bernardem Fosterem, lecz przeciwnik oddał walkę walkowerem. W półfinale spotkał się z francuskim bokserem Marcelem Pigou, a w finałowej walce pokonał Karłosa Dżanieriana. W listopadzie 1955 wystąpił w meczu międzypaństwowym Polska-Czechosłowacja w wadze średniej. Finałową walkę przegrał przez decyzję 2:1 w walce Bedřichem Koutným. Była to jego ostatnia porażka w meczach międzypaństwowych w karierze. Został powołany do kadry na igrzyska olimpijskie w Melbourne. Pierwszy pojedynek stoczył 22 listopada 1956 z Riczardem Karpowem, wygrywając na punkty. W ćwierćfinałowym pojedynku pokonał Borisa Nikołowa. W półfinałowej walce pokonał go László Papp.
Łącznie trzykrotnie startował w letnich igrzyskach olimpijskich, za każdym razem zdobywając medal. W Melbourne w 1956 wywalczył medal brązowy w kategorii lekkośredniej. W Rzymie w 1960 dotarł do finału wagi półciężkiej, przegrywając z reprezentującym Stany Zjednoczone Cassiusem Clayem. W Tokio w 1964 zdobył brązowy medal w wadze półciężkiej.
Pięciokrotnie wystąpił na mistrzostwach Europy, zdobywając pięć medali. Poza brązowym medalem z Warszawy z 1953 zdobył cztery złote medale: w Berlinie Zachodnim w 1955 w wadze lekkośredniej, w Pradze w 1957 w wadze średniej, a w Lucernie w 1959 i w Moskwie w 1963 w wadze półciężkiej.
Jedenaście razy zdobywał mistrzostwo Polski: w wadze lekkośredniej w 1954, 1955, i 1956, w średniej w 1957 i w półciężkiej w latach 1959–1965. Żaden polski pięściarz nie zdobył więcej tytułów mistrza Polski, a jego rekord wyrównał w 2005 Andrzej Rżany.
Stał się również rekordzistą pod względem występów w reprezentacji Polski. Walczył w niej 44 razy, wygrywając 42 pojedynki i 2 przegrywając. Łącznie odbył 350 walk, z których 334 wygrał, 2 zremisował i 14 przegrał. Przez niemal całą karierę sportową reprezentował BBTS Bielsko-Biała (1950–1955, 1956–1968). W latach 1955–1956 podczas odbywania służby wojskowej był zawodnikiem Legii Warszawa. W 1959 ukończył Technikum Przemysłu Spożywczego w Szopienicach. Po zakończeniu kariery w 1968 został trenerem.
W 1976 wystąpił jako trener boksera Jana (granego przez polskiego olimpijczyka Jana Szczepańskiego) w filmie telewizyjnym Powrót w reżyserii Filipa Bajona.
W latach 1993–1997 sprawował mandat posła na Sejm II kadencji, wybranego z listy Bezpartyjnego Bloku Wspierania Reform, pełnił funkcję wiceprzewodniczącego Komisji Młodzieży, Kultury Fizycznej i Sportu. W wyborach parlamentarnych 1997 kandydował z listy partii Blok dla Polski, nie uzyskując ponownie mandatu. Został członkiem zarządu Polskiego Komitetu Olimpijskiego.
Zmarł 19 maja 2014 w Bielsku-Białej. Został pochowany na cmentarzu parafii Opatrzności Bożej w Bielsku-Białej.

## Życie prywatne
Był żonaty z Haliną, miał dwie córki Dorotę i Jolantę.

## Odznaczenia, wyróżnienia i upamiętnienie
Odznaczony Krzyżem Oficerskim (1998) i Komandorskim (2004) Orderu Odrodzenia Polski. W 1994 otrzymał Medal Kalos Kagathos (1987).
W 1986 był pierwszym laureatem Nagrody im. Aleksandra Rekszy. W 2003 w plebiscycie zorganizowanym w związku z 80-leciem Polskiego Związku Bokserskiego zajął pierwsze miejsce, wyprzedzając m.in. dwukrotnego mistrza olimpijskiego Jerzego Kuleja.
W 2023 jego imieniem nazwano halę widowiskowo-Sportową w Bielsku-Białej.